# Balazucia
Balazucia — рід грибів родини Laboulbeniaceae. Назва вперше опублікована 1968 року.

## Класифікація
До роду Balazucia відносять 2 види:
- Balazucia bilateralis
- Balazucia japonica